# Big in Japan
Big in Japan è il primo singolo del gruppo musicale tedesco occidentale Alphaville, pubblicato nel 1984 come estratto dall'album Forever Young.

## Descrizione
Big in Japan è stato scritto da Bernhard Lloyd, Marian Gold e Frank Mertens. Durante un'intervista, Gold ha definito "un grande privilegio" il potersi ancora esibiire in questa canzone, così come in Forever Young.

## Tracce
7"/12"
1. Big in Japan (7" Version) – 3:52
2. Seeds – 3:15

Durata totale: 7:07

## Cover (parziale)
- La cantante tedesca Sandra ha eseguito una cover di Big in Japan, pubblicandola come singolo nel 1984.
- Il gruppo rock tedesco Guano Apes, ha registrato una versione di Big in Japan pubblicato come singolo e all'interno dell'album Don't Give Me Names del 2000.
- Un campionamento del brano è presente nella hit Substitution del dj tedesco Purple Disco Machine feat. Kungs del 2023.